# Alergia al látex

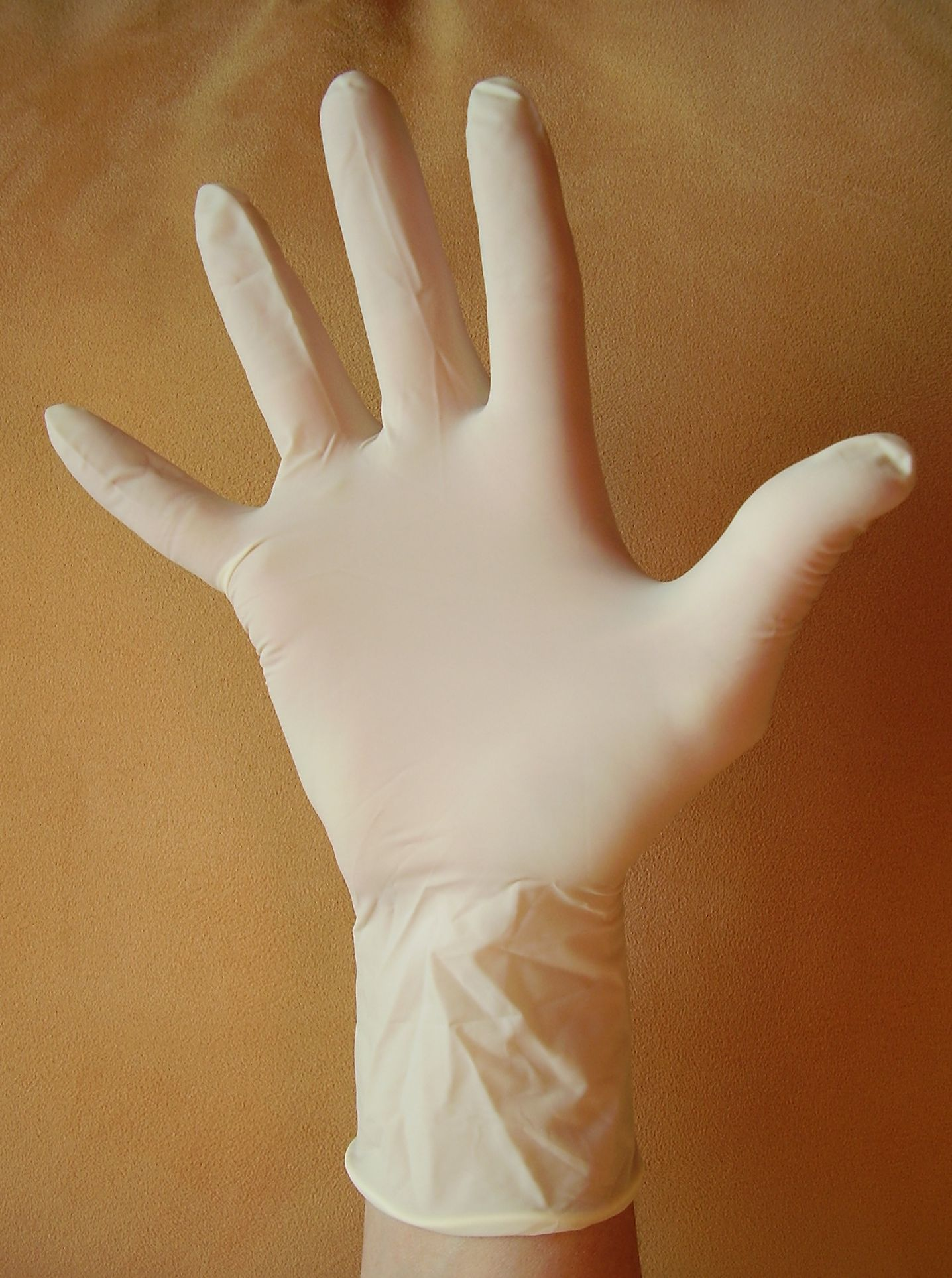
Guantes desechables

La Alergia al látex es una reacción del sistema inmunitario a las proteínas presentes en el látex, que se extrae del caucho natural, esta alergia puede causar una variedad de síntomas, que pueden ir desde leves hasta graves.

## Tipos de alergia al látex
Reacción inmediata: Puede causar síntomas como urticaria, dificultad para respirar y anafilaxia.
Reacción retardada: Generalmente provoca dermatitis de contacto, con enrojecimiento y prurito en la piel.
Síntomas comunes:
Urticaria, picazón, enrojecimiento de la piel, dificultad para respirar y anafilaxia (en casos severos).
Causas y factores de riesgo: 
Exposición frecuente al látex (trabajadores de la salud, profesionales de la limpieza). Historia personal o familiar de alergias.
Prevención: Evitar los productos de látex. Utilizar materiales alternativos como vinilo o nitrilo. 
Informar a los proveedores de la salud: Es importante que todo el personal médico esté al tanto de la alergia.
Tratamiento:
Antihistamínicos: Para síntomas leves. Adrenalina: Para reacciones anafilácticas.
Cuidado médico: Consultar a un alergólogo para un manejo adecuado. 
Si una persona sospecha que puede tener una alergia al látex, es fundamental que consulte a un médico para una evaluación y diagnóstico adecuados.
La alergia o la hipersensibilidad al látex de la planta Hevea brasiliensis se produce cuando el sistema inmunológico del cuerpo humano reacciona de forma desmesurada ante las proteínas contenidas en el látex natural. De los aproximados doscientos cuarenta polipéptidos que se hallan formando parte de esta sustancia, 60 de ellos son antigénicos, y tan solo 13 de ellos han podido ser identificados hasta el momento.

## Historia
A finales de la década de 1980, y ante la aparición de una serie de enfermedades infecciosas, el personal sanitario modificó notablemente sus hábitos aumentando el consumo de los guantes de látex. Ante el mayor consumo de estos y con la intención de ganar más dinero, las industrias manufactureras disminuyeron la calidad de sus productos debido a un mayor aporte de residuos, los cuales son los principales causantes de la sensibilización. La epidemia de nuevos casos de alergia al látex llegó a su pico en la década de 1990, pero todavía sigue creciendo el número de personas que presentan esta clase de hipersensibilidad.

### Alérgenos
El primer alérgeno del látex de Hevea brasiliensis correctamente caracterizado fue el Hev b 1, que es una proteína formada por 137 aminoácidos responsable de la resistencia, flexibilidad y duración de los productos construidos con látex. En el año 1995, el Hev b 8 fue descrito como una proteína que se une a las inmunoglobulinas E de las personas alérgicas al látex y el Hev b 2, una proteína glucosilada de 374 aminoácidos, como un alérgeno. Un año más tarde se descubrió que el alérgeno Hev b 3 sufría fragmentación aun cuando se sometía a temperaturas de -20 °C. También se caracterizó al Hev b 4 y se descubrió el alérgeno Hev b 7. En 1999, se determinaron ciertos epítopos lineales para las inmunoglobulinas E de personas sensibilizadas por este alérgeno.
Además de las proteínas registradas en la tabla anterior, en el látex natural existen más de doscientas que tienen una menor importancia. Algunas de estas son la hevamina (poco participativa en la sensibilización de personas hipersensibles al látex), que es una enzima que desenvuelve una actividad de lisozima y quitinasa, y que se encuentra vinculada a la protección del árbol frente a bacterias, hongos e insectos; las quitinasas de clase II, la triosafosfato isomerasa y componente de proteasoma.
Las diferentes investigaciones científicas se han centrado en la caracterización de alérgenos presentes en el látex natural, por lo que se debe de tener en cuenta que la composición alergénica del producto procesado y manufacturado varía considerablemente con respecto a la composición del látex natural. Es por ello por lo que algunos productos que contienen látex pueden presentar alérgenos en los aditivos, tales como antidegradantes, aceleradores, vulcanizadores, colorantes, antiflamantes o estabilizadores.

### Epidemiología
Los principales grupos de riesgo son los niños aquejados de espina bífida; las personas con anomalías urogenitales mayores, con ano imperforado, con fístula traqueoesofágica, con atresia esofágica o con síndrome de Váter (una asociación de defectos congénitos); los sujetos que han sido intervenidos quirúrgicamente en más de una ocasión; las personas atópicas que presenten otras alergias, especialmente a ciertas frutas como el kiwi o el plátano; y las que trabajan en el campo sanitario (se estima que entre un 2,6 % y 16,9 % del personal sanitario desarrolla algún tipo de hipersensibilidad al látex) o en cualquier otro que se encuentre en contacto con objetos fabricados con este material, como la limpieza, la manipulación de alimentos o las industrias de manufactura del látex.
Otros estudios revelan que el sexo femenino es el más propenso a sufrir esta clase de alergia, posiblemente debido a la mayor exposición a productos de látex en el ámbito doméstico.

### Manifestaciones clínicas
Las manifestaciones de alergia al látex dependen de una serie de factores como la ruta y el tiempo de exposición, la cantidad de alérgeno con el que se tiene contacto y otros factores individuales como la atopía. En la mayor parte de las ocasiones, las manifestaciones clínicas se producen por contacto, ya sea por vía cutánea, mucosa o parenteral (que se introduce en el organismo por una vía distinta a la digestiva) a un producto compuesto de caucho natural, pero también por transferencia de sus antígenos vía aérea.
Los síntomas y signos que pueden manifestar los pacientes alérgicos al contacto con material de látex pueden ser localizados o generalizados. En un principio, el cuadro clínico suele tratarse de urticaria leve y evolucionar hasta cuadros anafilácticos, aunque existen pacientes que permanecen estables con el transcurso del tiempo siendo imposible hacer una predicción de la evolución de esta patología. Además, el tiempo de latencia entre contacto y sintomatología puede oscilar desde minutos hasta horas después de la exposición, siendo la reacción más severa a menor tiempo de latencia. Por otro lado, la exposición directa mucosa o parenteral conlleva el mayor riesgo de anafilaxia aunque también se han descrito reacciones sistémicas graves tras exposición cutánea o respiratoria.
La alergia generada por el contacto con las proteínas del látex puede revestir un gran peligro para la salud, ya que esta puede causar hipotensión acompañada de un ritmo cardíaco anormalmente alto, resultando mortal en algunas ocasiones. Otros síntomas producidos por la alergia al látex son los siguientes:
- Dermatitis.[7]
  - De contacto, irritante: es la reacción más común al látex y se caracteriza por producir un enrojecimiento y agrietación de la región cutánea que estuvo en contacto con el látex.
  - De contacto, alérgica: producida de forma habitual por los productos químicos (tiurano, carbamatos, derivados de benzotiazol, tiourea y aminas) empleados para convertir el látex en objetos. La piel presenta la misma reacción que la dermatitis por contacto irritante.
- Conjuntivitis y enrojecimiento ocular acompañado de picor.[7]
- Asma bronquial, entre otras afecciones respiratorias.[7]
- Urticaria en manos o en cualquier otra parte corporal.[7]
- Angioedema.[7]
- Edema de glotis.[8]
- Problemas gastrointestinales.[8]
- Rinitis.[7]
- Anafilaxia, llegándose en algunas ocasiones al choque anafiláctico.[7]

### Prevención
Las personas que manifiesten alergia al látex deben evitar exponerse a productos que contengan esta sustancia y utilizar sustitutos no laticíferos. Por ejemplo, las personas hipersensibles deben utilizar preservativos de poliuretano o biodegradables y usar guantes de materiales sintéticos (nitrilo, vinilo o neopreno) o con bajo contenido en proteínas alergénicas.
Además, también se recomienda que las personas alérgicas lleven consigo un brazalete especial en el que se indique su alergia al látex y avisar al personal sanitario ante cualquier exploración médica, quirúrgica u odontológica. También es recomendable que los adultos porten epinefrina autoinyectable, para tratar las reacciones alérgicas desencadenadas por el látex y que pudiesen ser potencialmente mortales.